# Minna Stocks
Minna Stocks (Schwerin, 24 de junho de 1846 — Kuchelmiß, 11 de novembro de 1928) foi uma pintora alemã conhecida pelas suas pinturas de animais e paisagens.

## Biografia

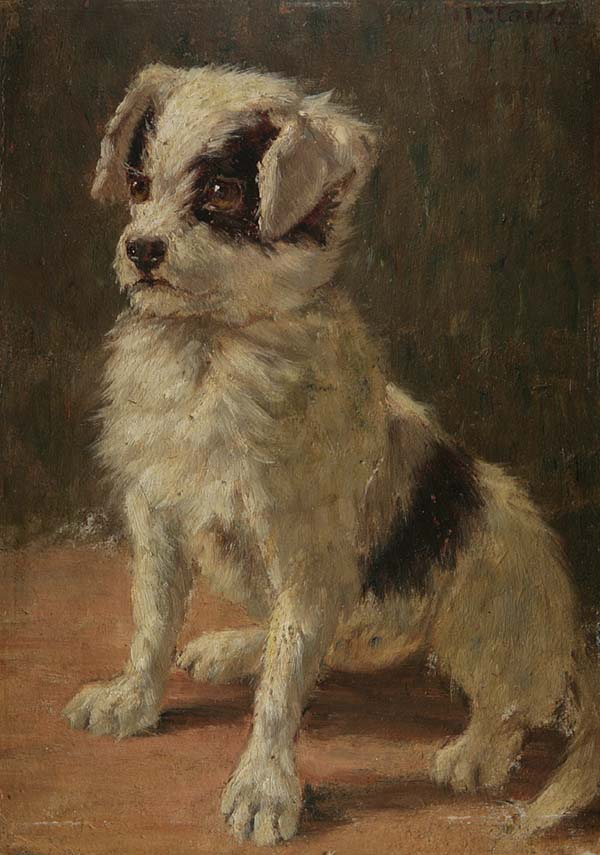
Hundeporträt por Minna Stocks

Stocks nasceu no dia 24 de junho de 1846 em Schwerin, na Alemanha. Ela estudou com Carl Steffeck, Ernst Bosch, Gustav Graef e Jeanna Bauck .
Ela exibiu⁣ o seu trabalho no Woman's Building na Exposição Colombiana Mundial de 1893 em Chicago, Illinois.
Stocks faleceu no dia 11 de novembro de 1928 em Hinzenagen, na Alemanha.